# كأس 26 سبتمبر
كأس 26 سبتمبر كان كأس كرة قدم جماعية يديره الاتحاد اليمني لكرة القدم، استمرت لموسمين قبل أن يتم حلها بسبب عدم اهتمام الأندية اليمنية.

## النهائيات
| الموسم | الفائز         | النتيجة | المركز الثاني  |
| ------ | -------------- | ------- | -------------- |
| 2002   | شعب إب         | 3 - 1   | الوحدة (صنعاء) |
| 2003   | الهلال الساحلي | 2 - 0   | شعب إب         |

## روابط خارجية
- نتائج سبتمبر 26 كأس RSSSF